# Petalidium
- Commons
- Wikispecies

Petalidium Nees, segundo o Sistema APG II, é um género botânico pertencente à família Acanthaceae, naturais das regiões tropicais da África, do Himalaia e de Madagascar.

## Sinonímia
- Pseudobarleria T.Anderson

## Espécies
- Petalidium angustitubum
- Petalidium aromaticum
- Petalidium barlerioides
- Petalidium bracteatum
- Petalidium canescens
- Petalidium cirrhiferum
- «Lista das espécies»

## Nome e referências
Petalidium Ness, 1832

## Classificação do gênero
| Sistema | Classificação                       | Referência            |
| ------- | ----------------------------------- | --------------------- |
| APG II  | Ordem Lamiales, família Acanthaceae | APweb, versão 9, 2008 |